# Diego Eduardo Campos García
Diego Eduardo Campos García (Venezuela) es un futbolista venezolano que juega como centrocampista y su actual equipo es el Monagas SC de la Primera División de Venezuela.

## Clubes
| Club       | País      | Año              |
| ---------- | --------- | ---------------- |
| Monagas SC | Venezuela | 2016-Actualmente |

## Trayectoria

### Monagas SC
Entró al Monagas SC como refuerzo para el Torneo Clausura 2016 del fútbol venezolano.
Copa Venezuela y Torneo Clausura 2016
En 28 de junio en el partido perteneciente a la Copa Venezuela 2016, contra el Gran Valencia FC Campos, logra su primer gol para el Monagas SC. En otra jornada de la misma copa, logra anotar otro gol el 27 de julio antes Diamantes de Guayana.

## Estadísticas
- Última actualización el 10 de julio de 2016.

| Equipo     | Temporada | Liga             | Liga             | Copas nacionales | Copas nacionales | Copas internacionales | Copas internacionales | Total | Total |
| Equipo     | Temporada | PJ               | Goles            | PJ               | Goles            | PJ                    | Goles                 | PJ    | Goles |
| Venezuela  | Venezuela | Primera División | Primera División | Copa Venezuela   | Copa Venezuela   | CONMEBOL              | CONMEBOL              | PJ    | Goles |
| ---------- | --------- | ---------------- | ---------------- | ---------------- | ---------------- | --------------------- | --------------------- | ----- | ----- |
| Monagas SC | 2016      | 0                | 0                | 5                | 3                | 0                     | 0                     | 5     | 3     |
| Monagas SC | Total     | 0                | 0                | 5                | 3                | 0                     | 0                     | 5     | 3     |
| Total      | Total     | 0                | 0                | 5                | 3                | 0                     | 0                     | 5     | 3     |